# Institut d'Investigació Sanitària Pere Virgili
L'Institut d'Investigació Sanitària Pere Virgili (IISPV) és un institut en biomedicina i salut, ubicat a la ciutat de Tarragona.
L'IISPV es va crear el 2005 en el marc d’un acord científic entre: Institut Català de la Salut, l'Hospital Universitari Joan XXIII de Tarragona (HJ23), l'Hospital de Tortosa Verge de la Cinta (HTVC), l'Hospital Universitari Sant Joan de Reus (HUSJR), l'Hospital Psiquiàtric de la Universitat Institut Pere Mata de Reus (HPUIPM) i la Universitat Rovira i Virgili (URV). L'Institut és una entitat sense ànim de lucre que acull tots els investigadors que fan recerca sanitària i biomèdica a la Província de Tarragona.
L'objectiu principal del IISPV és gestionar els recursos de recerca interns i externs de manera eficient per proporcionar el millor servei possible als professionals de la salut. Així, el nostre objectiu final és millorar la salut i el benestar de la població en general i específicament de la població de Tarragona mitjançant la promoció, consolidació, traducció i valorització de la recerca biomèdica, tecnologies, desenvolupament i coneixement. L'Institut IISPV és actiu en quatre àrees de la biomedicina: Nutrició i metabolisme, Neurociències i salut mental, Salut i medi ambient, Oncologia i hematologia.